# Vaglio Serra
Vaglio Serra är en ort och kommun i provinsen Asti i regionen Piemonte i Italien. Kommunen hade 287 invånare (2018).